# أدم هلوشك
أدم هلوشك (بالتشيكية: Adam Hloušek)‏ وهو لاعب كرة قدم تشيكي في مركز الجناح ولد في يوم 20 ديسمبر 1988في بلدة تورنوف في تشيكيا، يلعب حالياً مع نادي شتوتغارت في ألمانيا وسبق له اللعب مع نادي نورمبرغ وسلافيا براغ ونادي بوميت جابلونيك ونادي كايزرسلاوترن لكرة القدم ولعب مع منتخب جمهورية تشيك لكرة القدم ويبلغ طوله 184 سم.

## روابط خارجية
- أدم هلوشك على موقع الاتحاد الأوربي (الإنجليزية)
- أدم هلوشك على موقع الاتحاد التشيكي (الإنجليزية)
- أدم هلوشك على موقع قاعدة بيانات كرة القدم.إي يو (الإنجليزية)
- أدم هلوشك على موقع ناشيونال فوتبول تيمز (الإنجليزية)
- أدم هلوشك على موقع Soccerway.com (الإنجليزية)
- أدم هلوشك على موقع عالم كرة القدم.نت (الإنجليزية)
- أدم هلوشك على موقع AS.com (الإسبانية)